# Giro de Italia Femenino 2016
La 27.ª edición del Giro de Italia Femenino se disputó entre el 1 al 10 de julio de 2016 con inicio en Gaiarine y final en la ciudad de Verbania en Italia. La carrera consistió de un prólogo y 9 etapas sobre un recorrido de 857,7 km.
La carrera hizo parte del UCI WorldTour Femenino 2016 como competencia de categoría 2.WWT del calendario ciclístico de máximo nivel mundial y fue ganada por la ciclista estadounidense Megan Guarnier del equipo Boels Dolmans. El podio lo completaron la también estadounidense Evelyn Stevens del equipos Boels Dolmans y la ciclista neerlandesa Anna van der Breggen del equipo Rabo Liv Women.

## Equipos
| Equipos femeninos (23)- Alé Cipollini - Aromitalia Vaiano - Astana Women's - BePink - Bizkaia-Durango - Boels Dolmans - BTC City Ljubljana - Canyon-SRAM Racing - Cylance - Hagens Berman-Supermint - Hitec Products - Inpa-Bianchi - Lensworld-Zannata - Liv-Plantur - Lointek - Lotto Soudal Ladies - Poitou-Charentes.Futuroscope.86 - Rabo Liv Women - SC Michela Fanini - Servetto Footon - Top Girls Fassa Bortolo - Wiggle High5 - Xirayas de San Luis |
| |

## Etapas
| Etapa     | Fecha     | Recorrido                             | type                    | Distancia (km) | Ganador          | Líder          |
| --------- | --------- | ------------------------------------- | ----------------------- | -------------- | ---------------- | -------------- |
| Prólogo   | 1 de jul  | Gaiarine – Gaiarine                   | prólogo                 | 2              | Leah Kirchmann   | Leah Kirchmann |
| 1.ª etapa | 2 de jul  | Gaiarine – San Fior                   | etapa llana             | 104            | Giorgia Bronzini | Megan Guarnier |
| 2.ª etapa | 3 de jul  | Tarcento – Montenars                  | etapa de media montaña  | 111,1          | Evelyn Stevens   | Evelyn Stevens |
| 3.ª etapa | 4 de jul  | Montagnana – Lendinara                | etapa llana             | 120            | Chloe Hosking    | Evelyn Stevens |
| 4.ª etapa | 5 de jul  | Costa Volpino – Lovere                | etapa llana             | 98,5           | Tiffany Cromwell | Evelyn Stevens |
| 5.ª etapa | 6 de jul  | Grosio – Tirano                       | etapa de montaña        | 77,5           | Mara Abbott      | Mara Abbott    |
| 6.ª etapa | 7 de jul  | Andora – Nostra Signora della Guardia | etapa de montaña        | 118,6          | Evelyn Stevens   | Megan Guarnier |
| 7.ª etapa | 8 de jul  | Albisola Superiore – Varazze          | contrarreloj individual | 21,9           | Evelyn Stevens   | Megan Guarnier |
| 8.ª etapa | 9 de jul  | Rescaldina – Legnano                  | etapa llana             | 99,3           | Giorgia Bronzini | Megan Guarnier |
| 9.ª etapa | 10 de jul | Verbania – Verbania                   | etapa de media montaña  | 104,8          | Thalita De Jong  | Megan Guarnier |

## Clasificaciones finales
Las clasificaciones finalizaron de la siguiente forma:

### Clasificación general(Maglia Rosa)
| \| Clasificación general \| Clasificación general \| Clasificación general \| Clasificación general \| Clasificación general \| \| Ciclista \| Ciclista \| Equipo \| Tiempo \| \| \| --------------------- \| --------------------- \| --------------------- \| --------------------- \| --------------------- \| \| 1.ª \| Megan Guarnier \| Boels Dolmans \| 22 h 42 min 40 s \| \| \| 2.ª \| Evelyn Stevens \| Boels Dolmans \| + 34 s \| \| \| 3.ª \| Anna van der Breggen \| Rabo Liv Women \| + 1 min 53 s \| \| \| 4.ª \| Claudia Lichtenberg \| Lotto Soudal Ladies \| + 2 min 33 s \| \| \| 5.ª \| Mara Abbott \| Wiggle High5 \| + 2 min 38 s \| \| \| 6.ª \| Tatiana Guderzo \| Hitec Products \| + 3 min 05 s \| \| \| 7.ª \| Katarzyna Niewiadoma \| Rabo Liv Women \| + 6 min 48 s \| \| \| 8.ª \| Leah Kirchmann \| Liv-Plantur \| + 15 min 17 s \| \| \| 9.ª \| Alena Amialiusik \| Canyon-SRAM Racing \| + 16 min 18 s \| \| \| 10.ª \| Ksenyia Tuhai \| BePink \| + 16 min 20 s \| \| |                      |                     |                  |
| |                      |                     |                  |
| |                      |                     |                  |
| Clasificación general |                      |                     |                  |
| Ciclista | Ciclista             | Equipo              | Tiempo           |
| 1.ª | Megan Guarnier       | Boels Dolmans       | 22 h 42 min 40 s |
| 2.ª | Evelyn Stevens       | Boels Dolmans       | + 34 s           |
| 3.ª | Anna van der Breggen | Rabo Liv Women      | + 1 min 53 s     |
| 4.ª | Claudia Lichtenberg  | Lotto Soudal Ladies | + 2 min 33 s     |
| 5.ª | Mara Abbott          | Wiggle High5        | + 2 min 38 s     |
| 6.ª | Tatiana Guderzo      | Hitec Products      | + 3 min 05 s     |
| 7.ª | Katarzyna Niewiadoma | Rabo Liv Women      | + 6 min 48 s     |
| 8.ª | Leah Kirchmann       | Liv-Plantur         | + 15 min 17 s    |
| 9.ª | Alena Amialiusik     | Canyon-SRAM Racing  | + 16 min 18 s    |
| 10.ª | Ksenyia Tuhai        | BePink              | + 16 min 20 s    |

### Clasificación por puntos(Maglia Ciclamino)
| Clasificación por puntos | Clasificación por puntos  | Clasificación por puntos | Clasificación por puntos | Clasificación por puntos |
| Ciclista                 | Ciclista                  | Equipo                   | Puntos                   |                          |
| ------------------------ | ------------------------- | ------------------------ | ------------------------ | ------------------------ |
| 1.ª                      | Megan Guarnier            | Boels Dolmans            | 60 pts                   |                          |
| 2.ª                      | Evelyn Stevens            | Boels Dolmans            | 52 pts                   |                          |
| 3.ª                      | Giorgia Bronzini          | Wiggle High5             | 40 pts                   |                          |
| 4.ª                      | Anna van der Breggen      | Rabo Liv Women           | 40 pts                   |                          |
| 5.ª                      | Katarzyna Niewiadoma      | Rabo Liv Women           | 35 pts                   |                          |
| 6.ª                      | Elisa Longo Borghini      | Wiggle High5             | 35 pts                   |                          |
| 7.ª                      | Maria Giulia Confalonieri | Lensworld-Zannata        | 32 pts                   |                          |
| 8.ª                      | Mara Abbott               | Wiggle High5             | 31 pts                   |                          |
| 9.ª                      | Thalita De Jong           | Rabo Liv Women           | 31 pts                   |                          |
| 10.ª                     | Leah Kirchmann            | Liv-Plantur              | 27 pts                   |                          |

### Clasificación de la montaña(Maglia Verde)
| Clasificación de la montaña | Clasificación de la montaña | Clasificación de la montaña | Clasificación de la montaña | Clasificación de la montaña |
| Ciclista                    | Ciclista                    | Equipo                      | Puntos                      |                             |
| --------------------------- | --------------------------- | --------------------------- | --------------------------- | --------------------------- |
| 1.ª                         | Elisa Longo Borghini        | Wiggle High5                | 42 pts                      |                             |
| 2.ª                         | Mara Abbott                 | Wiggle High5                | 35 pts                      |                             |
| 3.ª                         | Evelyn Stevens              | Boels Dolmans               | 34 pts                      |                             |
| 4.ª                         | Katarzyna Niewiadoma        | Rabo Liv Women              | 31 pts                      |                             |
| 5.ª                         | Claudia Lichtenberg         | Lotto Soudal Ladies         | 18 pts                      |                             |
| 6.ª                         | Megan Guarnier              | Boels Dolmans               | 12 pts                      |                             |
| 7.ª                         | Ana Maria Covrig            | Inpa-Bianchi                | 8 pts                       |                             |
| 8.ª                         | Thalita De Jong             | Rabo Liv Women              | 7 pts                       |                             |
| 9.ª                         | Mónika Király               | SC Michela Fanini           | 5 pts                       |                             |
| 10.ª                        | Tatiana Guderzo             | Hitec Products              | 5 pts                       |                             |

### Clasificación de las jóvenes(Maglia Bianca)
| Clasificación del mejor joven | Clasificación del mejor joven | Clasificación del mejor joven | Clasificación del mejor joven | Clasificación del mejor joven |
| Ciclista                      | Ciclista                      | Equipo                        | Tiempo                        |                               |
| ----------------------------- | ----------------------------- | ----------------------------- | ----------------------------- | ----------------------------- |
| 1.ª                           | Katarzyna Niewiadoma          | Rabo Liv Women                | 22 h 49 min 28 s              |                               |
| 2.ª                           | Ksenyia Tuhai                 | BePink                        | + 9 min 32 s                  |                               |
| 3.ª                           | Alice Maria Arzuffi           | Lensworld-Zannata             | + 20 min 44 s                 |                               |
| 4.ª                           | Ana Maria Covrig              | Inpa-Bianchi                  | + 30 min 36 s                 |                               |
| 5.ª                           | Nicole Nesti                  | Aromitalia Vaiano             | + 38 min 54 s                 |                               |
| 6.ª                           | Eider Merino                  | Lointek                       | + 39 min 16 s                 |                               |
| 7.ª                           | Amalie Dideriksen             | Boels Dolmans                 | + 42 min 55 s                 |                               |
| 8.ª                           | Molly Weaver                  | Liv-Plantur                   | + 43 min 40 s                 |                               |
| 9.ª                           | Asja Paladin                  | Top Girls Fassa Bortolo       | + 45 min 45 s                 |                               |
| 10.ª                          | Sofia Bertizzolo              | Astana Women's Team           | + 50 min 10 s                 |                               |

## Evolución de las clasificaciones
| Etapa                   | Vencedora               | Clasificación general | Clasificación por puntos | Clasificación de la montaña | Clasificación de las jóvenes | Clasificación de la mejor italiana |
| ----------------------- | ----------------------- | --------------------- | ------------------------ | --------------------------- | ---------------------------- | ---------------------------------- |
| Prólogo                 | Leah Kirchmann          | Leah Kirchmann        | Leah Kirchmann           | no entregado                | Katarzyna Niewiadoma         | Barbara Guarischi                  |
| 1.ª                     | Giorgia Bronzini        | Megan Guarnier        | Megan Guarnier           | Elisa Longo Borghini        | Katarzyna Niewiadoma         | Giorgia Bronzini                   |
| 2.ª                     | Evelyn Stevens          | Evelyn Stevens        | Megan Guarnier           | Evelyn Stevens              | Katarzyna Niewiadoma         | Elisa Longo Borghini               |
| 3.ª                     | Chloe Hosking           | Evelyn Stevens        | Megan Guarnier           | Elisa Longo Borghini        | Katarzyna Niewiadoma         | Elisa Longo Borghini               |
| 4.ª                     | Tiffany Cromwell        | Evelyn Stevens        | Megan Guarnier           | Elisa Longo Borghini        | Katarzyna Niewiadoma         | Elisa Longo Borghini               |
| 5.ª                     | Mara Abbott             | Mara Abbott           | Megan Guarnier           | Elisa Longo Borghini        | Katarzyna Niewiadoma         | Elisa Longo Borghini               |
| 6.ª                     | Evelyn Stevens          | Megan Guarnier        | Megan Guarnier           | Elisa Longo Borghini        | Katarzyna Niewiadoma         | Tatiana Guderzo                    |
| 7.ª                     | Evelyn Stevens          | Megan Guarnier        | Megan Guarnier           | Elisa Longo Borghini        | Katarzyna Niewiadoma         | Tatiana Guderzo                    |
| 8.ª                     | Giorgia Bronzini        | Megan Guarnier        | Megan Guarnier           | Elisa Longo Borghini        | Katarzyna Niewiadoma         | Tatiana Guderzo                    |
| 9.ª                     | Thalita de Jong         | Megan Guarnier        | Megan Guarnier           | Elisa Longo Borghini        | Katarzyna Niewiadoma         | Tatiana Guderzo                    |
| Clasificaciones finales | Clasificaciones finales | Megan Guarnier        | Megan Guarnier           | Elisa Longo Borghini        | Katarzyna Niewiadoma         | Tatiana Guderzo                    |

## UCI WorldTour Femenino
El Giro de Italia Femenino otorga puntos para el UCI WorldTour Femenino 2016, incluyendo a todas las corredoras de los equipos en las categorías UCI Team Femenino. Las siguientes tablas muestran el baremo de puntuación y las 10 corredoras que obtuvieron más puntos:
| Posición              | 1.ª | 2.ª | 3.ª | 4.ª | 5.ª | 6.ª | 7.ª | 8.ª | 9.ª | 10.ª | 11.ª | 12.ª | 13.ª | 14.ª | 15.ª | 16.ª | 17.ª | 18.ª | 19.ª | 20.ª |
| Clasificación general | 120 | 100 | 85  | 70  | 60  | 50  | 40  | 35  | 30  | 25   | 20   | 18   | 16   | 14   | 12   | 10   | 8    | 6    | 4    | 2    |
| Por etapa             | 25  | 20  | 18  | 16  | 14  | 12  | 10  | 8   | 6   | 4    |      |      |      |      |      |      |      |      |      |      |
| Líder                 | 6   |     |     |     |     |     |     |     |     |      |      |      |      |      |      |      |      |      |      |      |

| Clasificación | Clasificación        | Clasificación       | Clasificación | Clasificación | Clasificación | Clasificación |
| Posición      | Ciclista             | Equipo              | General       | Etapa         | Líder         | Total         |
| ------------- | -------------------- | ------------------- | ------------- | ------------- | ------------- | ------------- |
| 1.ª           | Megan Guarnier       | Boels Dolmans       | 120           | 114           | 24            | 258           |
| 2.ª           | Evelyn Stevens       | Boels Dolmans       | 100           | 70            | 18            | 188           |
| 3.ª           | Anna van der Breggen | Raboliv Women       | 85            | 72            | -             | 157           |
| 4.ª           | Claudia Häusler      | Lotto Soudal Ladies | 70            | 44            | -             | 114           |
| 5.ª           | Mara Abbott          | Wiggle High5        | 60            | 45            | 6             | 111           |
| 6.ª           | Katarzyna Niewiadoma | Raboliv Women       | 40            | 58            | -             | 98            |
| 7.ª           | Leah Kirchmann       | Liv-Plantur         | 35            | 57            | 6             | 98            |
| 8.ª           | Tatiana Guderzo      | Hitec Products      | 50            | 46            | -             | 96            |
| 9.ª           | Giorgia Bronzini     | Wiggle High5        | -             | 86            | -             | 86            |
| 10.ª          | Thalita de Jong      | Raboliv Women       | 4             | 63            | -             | 67            |